# Bänderdehnung
Eine Bänderdehnung (auch Bänderzerrung) wird durch gewaltsames, über das normale Maß hinausgehendes Bewegen eines Gelenkes verursacht. Es handelt sich um eine strukturelle Verletzung des Bandes. Es ist nicht in jedem Fall möglich, diese Form der Verletzung von einem Bänderriss oder einer Verstauchung (Distorsion) abzugrenzen. Die Übergänge sind fließend. Sie führen zu einer gesteigerten Laxizität.
Bei einer Bänderdehnung ist ein möglichst sofortiger Besuch bei einem Facharzt sinnvoll, da die Zeit, die bis zur Entlastung des Gelenkes verstreicht, für die Heilung entscheidend ist. Wesentlich für die Behandlung ist nicht unbedingt eine Ruhigstellung des Gelenkes, sondern eine funktionelle Stabilisation und Entlastung des verletzten Bandapparates. Dazu gibt es, je nach verletztem Gelenk, verschiedene Möglichkeiten.

## Behandlung

### Sprunggelenk
- Bei Bänderdehnungen bieten sich funktionelle Verbände an, die sogenannten Tapes. Der Bandapparat wird durch auf die Haut geklebte Pflasterzügel überbrückt, die normale Funktion des Gelenkes bleibt erhalten.[3] Die Industrie bietet Bandagen an, die dem gleichen Zweck dienen.[4]
- Es werden auch Zinkleimverbände angewandt.[5]
- Bei Bänderzerrungen sind Schienen zu empfehlen, die sich mit zwei Stabilisatoren an das Sprunggelenk anbinden lassen, da so ein erneutes Umknicken verhindert wird.[4]

### Kniegelenk
Bänderschädigungen am Knie können mit einer Streckschiene behandelt werden. Dazu bieten sich Bandagen an oder alternativ eine Gipshülse, der sogenannte „Tutor“, der vom Oberschenkel bis an das Sprunggelenk reicht.

### Fingergelenk
Beim Ballsport, besonders beim Volleyball, werden Fingergelenke häufig verletzt. Wird mit einem funktionellen Verband der verletzte Finger am nächsten, gesunden Finger fixiert, bleibt die Funktion der Hand weitgehend erhalten und der Bandapparat kann in Ruhe ausheilen.

## Spätfolgen
Unbehandelte Bandverletzungen führen oft zu Instabilitäten der betroffenen Gelenke. Die Funktion des Gelenkes wird beeinträchtigt, die unphysiologischen Belastungen der Knorpellage führen zu einer vorzeitigen Arthrose. Die Bänderdehnung am Sprunggelenk wird zu Unrecht oft als Bagatelle behandelt. In der Folgezeit kann dann schon ein geringfügiger Anlass zu einer erneuten Verletzung führen. Bei der Untersuchung eines solchen Gelenkes fällt dann die schwere Gelenkinstabilität auf. Im Nachhinein lässt sich dann rekonstruieren, dass der Bandapparat im Laufe der Zeit wiederholt verletzt wurde und immer wieder ein Teil der Bänder zerrissen wurde, bis schließlich ein sogenanntes „Schlottergelenk“ am Ende steht.
Wird eine Schonhaltung eingenommen, belastet dies die Gelenke. Wird eine Bänderdehnung unzureichend behandelt, besteht zudem das Risiko, dass es zu einem vollständigen Bänderriss kommt.